# 功能固着
功能固着是一種認知偏誤，是指人們知道了一些事物的固定的作用和功能之后，就会习惯性的认为这些事物就是用来干这些事情，而忽视了这些事物的其他方面的功能。人們在7歲時就會出現此類認知。